# Дијафрагмална кила
Дијафрагмална кила (ДК),  дијафрагмална хернија или кила грудно-трбушне пречаге је урођени или стечени поремећај у трбушној дупљи који настаје када неки од трбушних органа прође у грудну дупљу кроз „ненормалан” отвор у дијафрагми (пречаги). Чешће се јавља на левој страни тела. 
Због продора абдоминалног садржаја у грудни кош кроз дефект дијафрагме, може доћи до компресија плућа и упорне плућне хипертензије. Дијагноза се поставља рендгенским снимком или утразвукомчни прегледом а лечење се заснива на хируршком збрињавању „ненормаланог” отвора у дијафрагми (пречаги). 

## Епидемиологија
Дијафрагмална кила се обично јавља у постеролатералном делу дијафрагме (Бокделекова кила) у 95% случајева и налази се на левој страни у 85% случајева; у 2% случајева је ДК је билатерална. 
Процењена инциденција је 1 до 4 на 10.000 живорођених. Предње киле (Моргагнијева кила) су далеко ређе (у 5% случајева). 
Друге ДК изазване конгениталним аномалија присутне су у приближно 50% случајева, а инсуфицијенција надбубрежне жлезде је релативно честа.

## Етиопатогенеза

### Облици ДК
Најчешћи облик дијафрагмалне херније је хијатална хернија, код које кардија и фундус желуца пролабирају кроз езофагусни (једњачни) отвор, у грудну дупљу. Хијатусне херније деле са на четири групе: 
- клизајуће,

- параезофагусне,

- херније с урођено кратким езофагусом

- комбиноване херније (која су најбројније и јављају се у око 80% случајева).

### ДК према узроку
Према узрок настанка дијафрагмалне херније се деле на:
Нетрауматске ДК, које могу боти урођене и стечене 
Трауматске ДК, које настају под дејством механичке силе  нпр након повреда или хируршких интервенција (јатрогено).

#### Урођене ДК
Постоје два главна типа урођене (конгениталне) дијафрагмалне киле (УДК)  које су неуобичајени, али различити ентитети који се обично јављају на левој страни  дијафрагме, у око 80%случајева.
- Бохдалекова кила: која је најчешћа (95%), а лоцирана је постеролатерално и обично присутна у детињству.[1][2]
- Моргагнијева кила: мања предња кила, која се појављује касније у животу, кроз стернокосталне углове.[2]

#### Стечене ДК
Етиологија стечених дијафрагмалне кила које се обично јављају у одраслом добу је разноврсна:
- трауматска ДК изазвана руптуром дијафрагме  услед продорне повреде (у 65% случајева ) или тупе трауме (у 35% случајева)[3]
- хијатална хернија
- јатрогена ДК

У зависности од локације и величине дефекта, ретроперитонеални или интраабдоминални органи и ткива могу пролапсирати у грудну (торакалну) дупљу услед негативног унутаргрудногг притиска,  док је обрнути случај, односно хернијација грудног органа у трбушну дупљу  веома ретка.

## Клиничка слика
Код мањих ДК симптоми су оскудни. Зато мале ДК обично остају недијагностиковане месецима или годинама након рођења или трауме, све док се код болесника не појави нека од компликација, нпр. странгулација унутартрбушних органа, диспнеја или неспецифичне желудачно цревне сметње.
Међутим код израженијих ДК или повреда у акутној фази трауматска ДК манифестује се комбинацијом респираторних и гастроинтестиналних симптома, међу којима доминирају:
- депресија дисања праћена диспнејом и пад циркулације као последица смањене функције дијафрагме или обимнијег крварења,
- компресије плућа од стране трбушног садржаја који пролабира у грудни кош,
- померања медијастинума (средогруђа) и компромитовања срчаног рада.
- знаци илеуса.

Респираторни дистрес се обично јавља у првих неколико сати након рођења код урођених ДК и јавља се одмах након порођаја у тешким случајевима. Након порођаја, док новорођенче плаче и гута ваздух, желудац и цревне петље се брзо пуне ваздухом и брзо се увећавају, изазивајући акутни респираторни компромис јер се срце и медијастиналне структуре потискују удесно (са најчешћом левостраном хернијом ), и компресује нормалније десно плућно крило. Вероватан је скафоидни абдомен (због померања абдоминалних изнутрица у грудни кош). Звукови црева (и одсуство звукова дисања) могу се чути преко захваћеног хемиторакса.
У мање тешким случајевима, благе респираторне тешкоће се развијају неколико сати или дана касније, јер абдоминални садржај прогресивно продире кроз мањи дефект дијафрагме. 
Урођена ДК ретко се манифестује касније у детињству, понекад након напада инфективног ентеритиса, који изазива изненадни продор црева у груди.

## Дијагноза
Дијагноза се поставља; радиографским и ултрасонографским снимањем.
Радиографија
- Рутински рендген грудног коша открива тек сваку трећу (33%) дијафрагмалну хернију, а може имати и нормалан изглед у 30% случајева. У акутној фази радиографија грудног коша представља најбољи скрининг тест.
- Нативан снимак трбуха у стојећем ставу је у највећем броју случајева дијагностички. Нативни рендгенски снимак грудног коша ће показати непрозирну слику, ако је оментум у плеури или већи број хидроаеричних сенки, ако је црево дислоцирано у грудни кош. Елевирана дијафрагма, хематоторакс и цревне вијуге у тораксу су довољан путоказ за постављање дијагнозе. Остали налази обухватају померање медијастинума, плеурално задебљање и ателектазу. Посебно, хернијација желуца у грудни кош може бити замењена за ателектазу плућа, пнеумоторакс или хемопнеумоторакс. Такође, већи изливи у плеуралној шупљини могу маскирати клиничке, па и радиолошке знаке присуства абдоминалних органа у тораксу. Радиолошки се у хемитораксу региструје хидроаерична сенка која се понекад може заменити хидропнеумотораксом.
- Контрастно рендгенско испитивање ће потврдити сумњу да су органи из трбуха дислоцирани у грудни кош. Пасажом баријумског контраста кроз гастроинтестинум може се идентификовати унутаргрудни положај желуца и црева. Зато се све дијафрагмалне херније доказују контрастним прегледом са баријумском суспензијом, било да је она дата пер ос или путем клизме (иригоскопија).

Ултарсонографија
Уколико је килни садржај паренхимских орган (мекоткивна сенка на радиографији) користи се ултразвучни преглед. Ултразвучни преглед пречаге истовремено приказује места оштећења (расцепе, руптуре), трауматске лезије паренхимских органа: јетре, слезине, панкреаса, бубрега, надбубрежних жлезда.
У неким случајевима, пренаталном сонографијим дијафрагмална кила се може дијагностиковати.
Лапароскопија и торакоскопија
Употребом видеоасистиране торакоскопије и лапараскопије као стандардних дијагностиких метода, може се постићи минимално инвазивна експлорација плеуралног односно перитонеалног простора на основу које се може изабрати оптималан хируршки приступ за збрињавање ДК и торакоабдоминалне трауме.

## Терапија
Лечење дијафрагмалне киле захтева операцију. Операција се ради како би се трбушни органи поставили у правилан положај и затворио отвор у дијафрагми.

### Припрема за операцију код плућне хипертензије
Тешка упорна плућна хипертензија изазвана ДК захтева стабилизацију пре операције инхалацијом азот-оксида, што може помоћи у ширењу плућних артерија и побољшању системске оксигенације. Студије показују бољи исход употребом екстракорпоралне мембранске оксигенације (ЕКМО); међутим, новорођенчад са екстремном плућном хипоплазијом још увек не преживе. Успешан транспорт критично болесног новорођенчета са урођеном дијафрагмаалном килом и упорном плућном хипертензијом је веома тежак. Стога, ако се ДК дијагностикује пренаталним ултразвуком, препоручује се порођај у педијатријском центру са ЕКМО опремом.

## Прогноза
Исход операције зависи од тога колико су се бебина плућа развила. Зависи и од тога да ли постоје неки други урођени проблеми. Изгледи су најчешће добри за бебе које имају довољну количину радног плућног ткива и немају других проблема.
Медицински напредак је омогућио да више од половине новорођенчади са овим стањем преживи. Бебе које преживе често ће имати сталне проблеме са дисањем, храњењем и растом.

## Могуће компликације
Компликације могу укључивати:
- Инфекције плућа
- Укљештење, са или без гангрене

### Kласификација компликација ДК премаМКБ 10
| МКБ 10        | назив болести                                                                                        |
| ------------- | --- |
| МКБ 10: К44   | Дијафрагмална кила (Hernia diaphragmatica)                                                           |
| МКБ-10: К44.0 | Укљештена дијафрагмална кила без гангрене (Hernia ventralis non incarcerata, non gangraenosa)        |
| МКБ-10: К44.1 | Дијафрагмална кила са гангреном (Hernia diaphragmatica gangraenosa)                                  |
| МКБ-10: К44.9 | Дијафрагмална кила неукљештена без гангрене (Hernia diaphragmatica non incarcerata, non gangraenosa) |